# Synchlora tumefacta
Synchlora tumefacta là một loài bướm đêm trong họ Geometridae.